# Czarter jachtu
Czarter jachtu to rodzaj czarteru polegający na udostępnieniu jachtu żaglowego lub motorowego na określony przedział czasu. Armator udostępnia swój jacht za opłatą czarterową, którą zazwyczaj należy uiścić przed rozpoczęciem rejsu. Zawierana jest umowa czarterowa, która reguluje obowiązki firmy czarterowej i czarterującego.
Istnieją dwa główne rodzaje czarteru: ze sternikiem oraz bez sternika. Czarter bez sternika wymaga od klienta samodzielnego sterowania jachtem, podczas gdy czarter ze sternikiem zakłada, że osoba czarterująca nie potrafi prowadzić sama łodzi i to wynajęty sternik (skipper) jest odpowiedzialny za nawigację.  Większość firm czarterowych oferuje wraz z czarterem usługi swoich sterników.

## Rodzaje czarteru
O cenie czarteru decyduje kilka czynników, takich jak wielkość jachtu, jego rocznik, lokalizacja, liczba załogi, sezon nawigacyjny a także miejsce docelowe.

## Typy czarterów

### Czarter z sternikiem (crewed)
Podstawowy czarter z sternikiem oznacza, że jacht jest wynajmowany z usługą sternika (skippera). W przypadku bardziej luksusowych wynajmów,rozszerzona załoga najczęściej składa się ze sternika, szefa kuchni, pomocy pokładowej i hostessy.

### Czarter koi
Jeśli czarterujący nie wynajmuje całego jachtu, a jedynie pojedynczą koję za opłatą, jest to określane jako czarter koi. Czarterujący jest wówczas zaangażowany w planowanie podróży, ale odpowiedzialność prawną ponosi skipper, ewentualnie wraz z armatorem, który jest właścicielem statku i który wynajmuje koję i organizuje podróż.

### Czarter bez sternika (bareboat)
Czarter bez sternika (bareboat) oznacza, że osoba czarterująca posiada wszystkie uprawnienia potrzebne do prowadzenia łodzi. Osobie wynajmującej łódź mogą oczywiście pomagać inni członkowie załogi.

### Agencje czarterowe
Agencje czarterowe to firmy, które działają jako pośrednicy między dostawcami łodzi a klientami docelowymi. Usługa jest podobna do tej świadczonej przez biura podróży. Umowy czarterowe są realizowane za pośrednictwem tych agencji i, przynajmniej w przypadku większości z nich, realizowane jest również ubezpieczenie.